# 村尾莉采
村尾 莉采（むらお りさ、2001年4月3日 - ）は、日本海テレビのアナウンサー、記者。

## 来歴
大阪府出身東京都育ち。法政大学法学部国際政治学科卒業。
法政大学在学中の2022年にエイジ・エンタテインメントの協力で、日本の大学サークル美人コンテスト「MISS CIRCLE CONTEST 2022」にエントリーしファイナルまで進出。グランプリ獲得はならなかったが、「審査員特別賞」「MURUA賞」の二賞を受賞した。
2023年9月9日には2023年9月卒業・学位記交付式および2023年秋季入学式において、日本語と英語で司会を務めた。
2024年4月に日本海テレビに入社。

## 人物
日テレ学院出身。
入社後はアナウンサーをしながら報道記者も兼務している。
資格はお肉ソムリエ。

## 現在の担当番組
- One

「Oneトレ」（2024年7月2日 - 、火曜16時台、18時台）
- スパイス!! （2024年8月3日 - ）[16][17][18][19][20][21][22][23]

MC
- 定時ニュース（下記番組のローカル枠。）
  - NNNストレイトニュース（2024年6月26日 - ）[24]
  - news every.サタデー（ローカルニュース・天気予報）[注 1]
  - 真相報道 バンキシャ!（ローカルニュース）[注 2]
- 『笑いで彩れ！鳥取しゃんしゃん祭生特番 笑祭2024 ～永野&しんいち～』（2024年8月14日）[25][26]

中継リポーター

## 現在の出演番組
- ZIP!

「NOW!ニッポン」（2024年9月23日、10月9日）

## 過去の担当番組
- ニュースevery日本海（2024年4月26日 - 2024年6月28日）[40][41][42]

記者

## 過去の出演番組
- 1億人の大質問!?笑ってコラえて!（日本テレビ制作、2024年7月3日） - 1年たったらこうなりましたの旅!（日テレ系列局新人アナウンサーの合同アナウンス研修を密着取材）